# Вахасе
Вахасе (эст. Vahase) — маленький остров, расположенный в Рижском заливе Балтийского моря. Находится на расстоянии 200 м от острова Абрука. Принадлежит Эстонии. Относится к волости Каарма уезда Сааремаа.
Остров возник из моря около тысячи лет назад. Здесь есть крошечный лес, в котором можно увидеть можжевельник, дуб и сосну.
Из-за мелководья туда можно добраться пешком прямо из соседнего острова Абрука.

## В искусстве
Писатель Альберт Уустульнд описал остров Вахасе в своём романе Tuulte tallermaa.